# 順川市
順川市（：／ Sunchŏn si */?）是朝鮮民主主義人民共和國平安南道中部的一個城市，東西為山地，大同江流經形成順川盆地。面積368平方公里，2008年人口297,317人。下分21洞、11里。

## 歷史
王氏高麗時設静戎郡，938年設順州防禦使。1413年始稱順川郡，1983年設市。

## 經濟
順川市有磷肥料工廠，2020年5月落成，時任朝鮮最高領導人金正恩在國際勞動節當天亦有出席工廠的峻工式。